# Torotix clemensi
Torotix clemensi (торотікс) — вид викопних водоплавних птахів, що, як вважається деякими дослідниками, належав до ряду Пеліканоподібні (Pelecaniformes) або був близький до його пращурів. Мешкали ці птахи 66 млн років тому (пізня крейда) на узбережжі мілководного внутрішнього моря, яке знаходилось у цей час на території сучасних США.
Викопні рештки знайдені у 1963 році у пластах формації Ленс на території штату Вайомінг. Голотип складається лише з однієї плечової кістки. Більше знахідок немає.